# Solbiatese Calcio 1995-1996
Questa pagina raccoglie le informazioni riguardanti la Solbiatese Calcio nelle competizioni ufficiali della stagione 1995-1996.

## Rosa
| N. |                   | Ruolo | Calciatore          |
| -- | ----------------- | ----- | ------------------- |
|    | Italia (bandiera) | C     | Stefano Bignami     |
|    | Italia (bandiera) | D     | Oscar Brevi         |
|    | Italia (bandiera) | A     | Gabriele Cagliani   |
|    | Italia (bandiera) | C     | Lorenzo Calvio      |
|    | Italia (bandiera) | C     | Valentino Casamenti |
|    | Italia (bandiera) | C     | Federico Crovari    |
|    | Italia (bandiera) | C     | Oscar Damiani       |
|    | Italia (bandiera) | C     | Emiliano Giudice    |
|    | Italia (bandiera) | A     | Leonardo Gritti     |
|    | Italia (bandiera) | D     | Lorenzo Gusmini     |
|    | Italia (bandiera) | C     | Paolo Lucarini      |

| N. |                   | Ruolo | Calciatore             |
| -- | ----------------- | ----- | ---------------------- |
|    | Italia (bandiera) | A     | Orazio Millesi         |
|    | Italia (bandiera) | P     | Maurizio Monguzzi      |
|    | Italia (bandiera) | D     | Moreno Mozzone         |
|    | Italia (bandiera) | D     | Ferdinando Passariello |
|    | Italia (bandiera) | C     | Ivano Pirelli          |
|    | Italia (bandiera) | D     | Fabio Rustico          |
|    | Italia (bandiera) |       | Sambruna               |
|    | Italia (bandiera) | P     | Giovanni Sannino       |
|    | Italia (bandiera) | C     | Giuseppe Sarcina       |
|    | Italia (bandiera) | C     | Pasquale Sensibile     |
|    | Italia (bandiera) | A     | Andrea Soncin          |

## Risultati

### Campionato

#### Girone di andata
| 3 settembre 1995 1ª giornata | Novara | 0 – 0 | Solbiatese |  |

| 10 settembre 1995 2ª giornata | Solbiatese | 1 – 1 | Pro Vercelli |  |

| 17 settembre 1995 3ª giornata | Cremapergo | 0 – 0 | Solbiatese |  |

| 24 settembre 1995 4ª giornata | Solbiatese | 1 – 0 | Valdagno |  |

| 1º ottobre 1995 5ª giornata | Pavia | 1 – 0 | Solbiatese |  |

| 8 ottobre 1995 6ª giornata | Solbiatese | 1 – 3 | Torres |  |

| 15 ottobre 1995 7ª giornata | Legnano | 1 – 1 | Solbiatese |  |

| 22 ottobre 1995 8ª giornata | Solbiatese | 1 – 0 | Palazzolo |  |

| 29 ottobre 1995 9ª giornata | Ospitaletto | 0 – 0 | Solbiatese |  |

| 5 novembre 1995 10ª giornata | Solbiatese | 1 – 2 | Lecco |  |

| 12 novembre 1995 11ª giornata | Cittadella | 1 – 2 | Solbiatese |  |

| 19 novembre 1995 12ª giornata | Solbiatese | 0 – 1 | Alzano Virescit |  |

| 3 dicembre 1995 13ª giornata | Solbiatese | 1 – 0 | Lumezzane |  |

| 10 dicembre 1995 14ª giornata | Olbia | 1 – 1 | Solbiatese |  |

| 17 dicembre 1995 15ª giornata | Solbiatese | 0 – 0 | Pro Patria |  |

| 30 dicembre 1995 16ª giornata | Varese | 0 – 0 | Solbiatese |  |

| 7 gennaio 1996 17ª giornata | Solbiatese | 0 – 0 | Tempio |  |

#### Girone di ritorno
| 14 gennaio 1996 18ª giornata | Solbiatese | 2 – 2 | Novara |  |

| 21 gennaio 1996 19ª giornata | Pro Vercelli | 0 – 0 | Solbiatese |  |

| 28 gennaio 1996 20ª giornata | Solbiatese | 1 – 0 | Cremapergo |  |

| 4 febbraio 1996 21ª giornata | Valdagno | 0 – 2 | Solbiatese |  |

| 11 febbraio 1996 22ª giornata | Solbiatese | 1 – 1 | Pavia |  |

| 18 febbraio 1996 23ª giornata | Torres | 0 – 0 | Solbiatese |  |

| 25 febbraio 1996 24ª giornata | Solbiatese | 1 – 1 | Legnano |  |

| 10 marzo 1996 25ª giornata | Palazzolo | 1 – 1 | Solbiatese |  |

| 17 marzo 1996 26ª giornata | Solbiatese | 1 – 0 | Ospitaletto |  |

| 24 marzo 1996 27ª giornata | Lecco | 0 – 0 | Solbiatese |  |

| 31 marzo 1996 28ª giornata | Solbiatese | 1 – 1 | Cittadella |  |

| 14 aprile 1996 29ª giornata | Alzano Virescit | 3 – 0 | Solbiatese |  |

| 21 aprile 1996 30ª giornata | Lumezzane | 3 – 0 | Solbiatese |  |

| 26 aprile 1996 31ª giornata | Solbiatese | 0 – 0 | Olbia |  |

| 5 maggio 1996 32ª giornata | Pro Patria | 0 – 0 | Solbiatese |  |

| 12 maggio 1996 33ª giornata | Solbiatese | 0 – 0 | Varese |  |

| 19 maggio 1996 34ª giornata | Tempio | 2 – 1 | Solbiatese |  |